# Краснокурышинский сельсовет
Краснокурышинский сельсовет - сельское поселение в Канском районе Красноярского края.
Административный центр - село Красный Курыш.

## Население
| 2010 | 2012 | 2013 | 2014 | 2015 | 2016 | 2017 |
| ---- | ---- | ---- | ---- | ---- | ---- | ---- |
| 1013 | ↘969 | ↘941 | ↘906 | ↘898 | ↘894 | ↘881 |

## Состав сельского поселения
В состав сельского поселения входят 4 населённых пункта:
| № | Населённый пункт | Тип населённого пункта       | Население |
| - | ---------------- | ---------------------------- | --------- |
| 1 | Алешино          | деревня                      | 2         |
| 2 | Красный Курыш    | село, административный центр | ↘570      |
| 3 | Пермяково        | деревня                      | ↘167      |
| 4 | Хаерино          | деревня                      | ↘274      |

## Местное самоуправление
Краснокурышинский сельский Совет депутатов
Дата избрания: 14.03.2010. Срок полномочий: 5 лет. Количество депутатов:  7
Глава муниципального образования
- Миронова Ольга Николаевна. Дата избрания: 14.03.2010. Срок полномочий: 5 лет